# Tjørring Idrætsforening
Tjørring Idrætsforening eller Tjørring IF er en dansk idræts- og fodboldklub fra bydelen Tjørring i den midtvestjyske by Herning.

Denne side fokuserer primært på klubbens fodboldhold, som på imponerende vis tog turen fra Jyllandsserien til 2. division Vest i løbet af blot to sæsoner, fra 2007 til 2009. Tjørring IFs bedste placering kom i sæsonen 2009/10 med en 13. plads i 2. division Vest. Hjemmekampene spilles på Hessel Arena ved Nordvesthallen, som rummer plads til 500 tilskuere. Banen blev i foråret 2013 opgraderet med kunstgræs, hvilket har givet klubben stærkere faciliteter året rundt. Nordvesthallen fungerer i øvrigt som et centralt omdrejningspunkt for både udendørs- og indendørsaktiviteter i området.

Klubbens farver har vakt opsigt gennem årene, netop fordi de skiller sig ud i dansk fodbold. Oprindeligt var Tjørrings farver gul og sort, men i 1983 traf man et noget utraditionelt valg: farverne skulle bestemmes af en kamp i den engelske 1. division, vist på Tipslørdag. Kampen stod mellem West Ham United og Tottenham Hotspurs – og da West Ham trak sig sejrrigt ud af opgøret, blev bordeaux og lyseblå klubfarverne. Siden da har Tjørring IF været let genkendelige på banen med deres karakteristiske farvevalg.
En markant skikkelse i klubbens nyere historie er den tidligere cheftræner Flemming Spring, der i 2009 blev hædret som Årets Jyske Serietræner af Dansk Træner Union. Prisen blev tildelt med ros for hans taktiske overblik, stærke mandskabspleje – og naturligvis den bemærkelsesværdige præstation med tre oprykninger i træk.
Rejsen begyndte i Jyllandsserien med oprykning til Kvalifikationsrækken i 2007, og allerede året efter – i 2008 – rykkede klubben op i Danmarksserien, hvor det blev til en 6. plads. Takket være DBUs daværende struktur, der begrænsede antallet af Superliga-reservehold i 2. division, var denne placering nok til endnu en oprykning. Dermed kunne klubben sensationelt notere sig for tre oprykninger i træk – nu som 2. divisionshold.
I 2. division blev det til to sæsoner. I 2009/10-sæsonen var 13. pladsen og 25 point tilstrækkeligt til overlevelse. Året efter blev det til 27 point, men det rakte kun til en 16. plads, og dermed måtte Tjørring IF tage turen tilbage til Danmarksserien i sæsonen 2011/12.
Herefter fulgte en længere periode i Jyllandsserien – dog med en enkelt afstikker til Serie 1 – før klubben i 2020 kæmpede sig tilbage til Danmarksserien. Det skete efter intense kvalifikationskampe mod Frederikshavn FI, midt i en turbulent tid præget af Covid-19. Opholdet i Danmarksturneringen varede halvanden sæson, men en omstrukturering i 2021, hvor 3. division blev genetableret, gjorde det næsten umuligt at undgå nedrykning. Tabellen fra den forrige sæson blev nemlig talt med, og dermed skulle der hentes hele 17 point på blot 7 kampe – en næsten umulig opgave.
Denne nedtur tog hårdt på klubbens førstehold, og i løbet af blot fire år faldt holdet fem rækker – med bunden nået i Serie 3 i efteråret 2024. Heldigvis blev der hurtigt vendt på skuden, og i foråret 2025 vendte holdet tilbage til Serie 2.
På trods af store sportslige bedrifter og opmærksomhed, har klubben altid holdt fast i sine rødder som amatørklub – hvilket også afspejles i det folkelige kaldenavn.

## Landspokalturneringen
2011 blev et historisk år for klubben – for første gang nogensinde lykkedes det at vinde en kamp i landspokalturneringen, DBU Pokalen. Den milepæl åbnede dørene for et fornemt besøg, da 1. divisionsholdet FC Hjørring kom forbi til 2. runde. Selvom kampen blev tabt 0-3, var det et tydeligt tegn på, at klubben nu for alvor havde markeret sig på pokalkortet.
To år senere, i 2013, blev 2. runde endnu engang endestationen – denne gang efter et klart 0-7 nederlag til Næsby Boldklub. Men året bød også på et historisk lyspunkt: I første runde lykkedes det for første gang nogensinde at besejre et højere rangeret hold. 2. divisionsklubben Brabrand IF blev sendt ud efter en nervepirrende straffesparkskonkurrence – en sejr, der for alvor skrev sig ind i klubbens annaler.
I sæsonen 2018/2019 formåede klubben at kvalificere sig til hovedturneringen for 10. gang. Her blev det dog til et knebent nederlag på 0-1 mod IF Lyseng. Det var klubbens seneste optræden i pokalturneringen – endnu et kapitel i en voksende pokalhistorie.

## Kvindefodbold
Tjørring IF har ikke kun markeret sig på herresiden – også kvindefodbolden har haft sine gyldne øjeblikke. Allerede i 1986 var man tæt på en stor bedrift, da kvinderne var blot ét sølle point fra at rykke op i Jyllandsserien.
Men det skulle tage næsten tre årtier, før klubben skrev et nyt højdepunkt i historiebøgerne. I forårssæsonen 2014 leverede kvindeholdet en imponerende præstation med 9 sejre i 10 kampe i Serie 1. Samtidig ændrede DBU Jylland turneringsstrukturen, og den suveræne førsteplads blev belønnet med en direkte oprykning – ikke bare én, men hele to rækker op til Kvindeserien Vest. Dermed skrev Tjørrings fodboldkvinder historie som klubbens første hold til at nå Danmarks tredjebedste række.
Holdet vendte i 2019 tilbage til Kvindeserien Vest for en enkelt sæson, inden nedrykningen kom. I 2021 sluttede endnu et kapitel, da holdet efter 14 sæsoner med fast status i Jyllandsserien – eller højere – rykkede ud. Men minderne og bedrifterne lever videre i klubbens stolte fortælling om kvindefodbold.

## Øvrige sportaktiviteter
Foreningen har mange andre sportsgrene, som er badminton, cykling, fitness, gymnastik, håndbold, skisport, skydning, tennis, volleyball og parasport.

## Klubbens ligaresultater (Herrer)
| N. | Række                                               | Nr.       | Statistik        | Topscorer                                | Bem. |
| 8 | Serie 2, pulje 16, 2025 forår                       | 0. plads  | 0-0-0-0 0-0      | i/t                                      | |
| 9 | Serie 3, pulje 33, 2024 efterår                     | 1. plads  | 14-13-0-1 35-9   | i/t                                      | oprykning til serie 2 |
| 8 | Serie 2, pulje 17, 2024 forår                       | 8. plads  | 14-2-2-10 12-33  | i/t                                      | nedrykning serie 3 |
| 8 | Serie 2, pulje 16, 2023 efterår                     | 4. plads  | 14-8-0-6 27-26   | i/t                                      | |
| 7 | Serie 1, pulje 10, 2023 forår                       | 8. plads  | 14-0-3-11 6-49   | i/t                                      | nedrykning til serie 2 |
| 7 | Serie 1, pulje 8, 2022 efterår                      | 6. plads  | 14-4-2-8 22-26   | i/t                                      | |
| 6 | Jyllandsserien 2, pulje x, 2022 forår               | 8. plads  | 14-0-0-14 4-64   | i/t                                      | nedrykning til serie 1 |
| 6 | Jyllandsserien 1, pulje 2, 2021 efterår             | 8. plads  | 14-4-1-9 20-33   | i/t                                      | |
| 4 | Danmarksserien nedrykningsspil, pulje 2, 2021 forår | 12. plads | 7-2-0-5 8-18     | Kenneth Lund, 5 mål                      | ud af 14 hold skulle der findes 7 nedrykkere. de 20 kampe fra sæsonen før talte med. Resultat blev nedrykning til Jyllandsserien        |
| 4 | Danmarksserien, pulje 4, 2020/2021                  | 9. plads  | 20-5-2-13 21-50  | Kenneth Lund, 6 mål                      | |
| 5 | Jyllandsserien 1, pulje 1, 2020 forår               | 2. plads  | 0-0-0-0 0-0      | i/t                                      | Annulleret pga Covid-19, Sluttede af med to kval-kampe til Danmarksserien mod Frederikshavn FI, som blev vundet med oprykning til følge |
| 5 | Jyllandsserien, pulje 2, 2019 efterår               | 1. plads  | 14-8-3-3 35-20   | i/t                                      | |
| 5 | Jyllandsserien 1, pulje 1, 2019 forår               | 3. plads  | 14-6-4-4 27-22   | i/t                                      | |
| 5 | Jyllandsserien, pulje 2, 2018 efterår               | 4. plads  | 14-8-1-5 34-26   | i/t                                      | |
| 5 | Jyllandsserien 1, pulje 1, 2018 forår               | 2. plads  | 14-8-1-5 29-28   | i/t                                      | |
| 5 | Jyllandsserien, pulje 2, 2017 efterår               | 3. plads  | 14-8-4-2 35-19   | i/t                                      | |
| 5 | Jyllandsserien 2, pulje 3, 2017 forår               | 4. plads  | 14-6-2-6 27-19   | i/t                                      | |
| 5 | Jyllandsserien, pulje 2, 2016 efterår               | 7. plads  | 14-4-4-6 29-37   | i/t                                      | |
| 6 | Serie 1, pulje 6, 2016 forår                        | 1. plads  | 14-9-3-2 48-18   | i/t                                      | oprykning til Jyllandsserien |
| 5 | Jyllandsserien, pulje 2, 2015 efterår               | 7. plads  | 14-4-2-8 25-31   | TBD, TBD mål                             | nedrykning til serie 1 |
| 5 | Jyllandsserien 1, pulje 2, 2015 forår               | 7. plads  | 14-3-2-9 15-32   | TBD, TBD mål                             | |
| 5 | Jyllandsserien, pulje 2, 2014 efterår               | 2. plads  | 14-6-5-3 25-18   | Jonas Berg Jensen og Simon Møller, 5 mål | kvalifikation til JS1 |
| 5 | Jyllandsserien 2, pulje 4, 2014 forår               | 1. plads  | 14-10-4-0 31-12  | Jonas Berg Jensen, 8 mål                 | |
| 5 | Jyllandsserien, pulje 3, 2013 efterår               | 7. plads  | 14-4-2-8 22-33   | Jonas Sørensen, 4 mål                    | |
| 5 | Jyllandsserien 1, pulje 1, 2013 forår               | 8. plads  | 14-2-4-8 21-24   | Kenneth Spring, 6 mål                    | |
| 5 | Jyllandsserien, pulje 2, 2012 efterår               | 1. plads  | 14-11-1-2 39-13  | Izet Sabanagic, 7 mål                    | kvalifikation til JS1 |
| 4 | Danmarksserien, pulje 3, 2011/2012                  | 11. plads | 26-5-10-11 36-52 | Rasmus Rathe, 8 mål                      | nedrykning |
| 3 | 2. division vest, 2010/2011                         | 16. plads | 30-8-3-19 35-68  | Lennart Spring, 6 mål                    | nedrykning |
| 3 | 2. division vest, 2009/2010                         | 13. plads | 30-6-7-17 35-66  | Kenneth Spring, 12 mål                   | delt 5. plads på topscorelisten |
| 4 | Danmarksserien, pulje 3, 2008/2009                  | 6. plads  | 26-11-7-8 48-35  | Lennart Spring, 12 mål                   | delt 3. plads på topscorelisten, oprykning                                                                                              |
| 5 | Kvalifikationsrækken, forår pulje 3, 2008           | 3. plads  | 14-9-2-3 35-15   | Kenneth Spring, 8 mål                    | 2. plads på topscorelisten, oprykning                                                                                                   |
| 6 | Jyllandsserien, pulje 1, 2007                       | 2. plads  | 26-15-6-5 59-23  | Lennart Spring, 21 mål                   | oprykning |
| 6 | Jyllandsserien, pulje 1, 2006                       | 5. plads  | 26-13-6-7 67-42  | Steffen Jensen, 14 mål                   | |
| 5 | Kvalifikationsrækken, efterår pulje 3, 2005         | 7. plads  | 18-6-3-9 31-33   | Kenneth Spring, 9 mål                    | delt 5. plads på topscorelisten, nedrykning                                                                                             |
| 4 | Danmarksserien, pulje 3, 2004/2005                  | 13. plads | 28-6-7-15 42-71  | i/t                                      | nedrykning |
| 5 | Kvalifikationsrækken, forår pulje 3, 2004           | 4. plads  | 14-6-3-5 26-21   | i/t                                      | oprykning |
| 5 | Kvalifikationsrækken, efterår pulje 3, 2003         | 1. plads  | 14-9-4-1 37-21   | i/t                                      | |
| 5 | Kvalifikationsrækken, forår pulje 3, 2003           | 5. plads  | 14-5-4-5 27-32   | i/t                                      | |
| 5 | Kvalifikationsrækken, efterår pulje 3, 2002         | 4. plads  | 14-7-3-4 21-20   | i/t                                      | |
| 5 | Kvalifikationsrækken, forår pulje 3, 2002           | 6. plads  | 14-3-3-8 18-29   | i/t                                      | |
| i/t: Ikke tilgængelig, N.: Rækkens niveau i den pågældende sæson, Nr.: Slutplacering, Bem.: Bemærkning(er) |                                                     |           |                  |                                          | |

## Klubbens ligaresultater (Kvinder)
| N. | Række                                      | Nr.      | Statistik       | Topscorer | Bem.                                                |
| 7 | Serie 2, forår pulje 270 2025              | 0. plads | 0-0-0-0 0-0     | i/t       |                                                     |
| 6 | serie 1, efterår pulje 268, 2024           | 6. plads | 10-0-0-10 4-28  | i/t       | nedrykning til serie 2                              |
| 6 | Serie 1, forår pulje 260 2024              | 1. plads | 10-2-3-5 12-18  | i/t       |                                                     |
| 6 | serie 1, efterår pulje 261, 2023           | 4. plads | 10-4-2-4 11-12  | i/t       |                                                     |
| 7 | Serie 2, forår pulje 271 2023              | 1. plads | 10-9-0-1 38-8   | i/t       | oprykning til serie 1                               |
| 7 | serie 2, efterår pulje 271, 2022           | 2. plads | 8-6-0-2 37-8    | i/t       |                                                     |
| 7 | Serie 2, forår pulje 270 2022              | 1. plads | 10-8-0-2 24-14  | i/t       | ikke oprykningsberettigt                            |
| 5 | serie 1, efterår pulje 260, 2021           | 1. plads | 10-6-3-1 24-13  | i/t       | selvvalgt nedrykning til serie 2                    |
| 4 | Jyllandsserien, forår pulje 275, 2021      | 8. plads | 14-1-1-12 11-47 | i/t       | nedrykning til serie 1                              |
| 4 | Jyllandsserien, efterår pulje 274, 2020    | 6. plads | 13-3-1-9 18-41  | i/t       |                                                     |
| 4 | Jyllandsserien, forår pulje 274, 2020      | 5. plads | 0-0-0-0 0-0     | i/t       | annulleret grundet Covid-19                         |
| 4 | Jyllandsserien, efterår pulje 274, 2019    | 6. plads | 12-4-1-7 22-42  | i/t       |                                                     |
| 3 | Kvindeserien Vest, forår pulje 271, 2019   | 8. plads | 14-1-0-13 19-42 | i/t       | nedrykning til Jyllandsserien                       |
| 4 | Jyllandsserien, efterår pulje 275, 2018    | 1. plads | 14-11-1-2 36-13 | i/t       | oprykning til Kvindeserien Vest                     |
| 4 | Jyllandsserien, forår pulje 274, 2018      | 2. plads | 14-9-2-3 40-19  | i/t       |                                                     |
| 4 | Jyllandsserien, efterår pulje 275, 2017    | 4. plads | 14-6-2-6 24-28  | i/t       |                                                     |
| 4 | Jyllandsserien, forår pulje 275, 2017      | 6. plads | 14-3-4-7 18-25  | i/t       |                                                     |
| 4 | Jyllandsserien, efterår pulje 275, 2016    | 4. plads | 14-7-2-5 24-21  | i/t       |                                                     |
| 4 | Jyllandsserien, forår pulje 274, 2016      | 3. plads | 14-7-5-2 28-19  | i/t       |                                                     |
| 4 | Jyllandsserien, efterår pulje 274, 2015    | 5. plads | 14-6-1-7 21-21  | i/t       |                                                     |
| 3 | Kvindeserien Vest, forår pulje 272, 2015   | 8. plads | 14-0-3-14 15-46 | i/t       | nedrykning til Jyllandserien                        |
| 3 | Kvindeserien Vest, efterår pulje 275, 2014 | 6. plads | 14-5-1-8 29-36  | i/t       |                                                     |
| 4 | Serie 1, forår pulje 275, 2014             | 1. plads | 10-9-0-1 49-12  | i/t       | oprykning til Kvindeserien Vest                     |
| 4 | Serie 1, efterår pulje 277, 2013           | 2. plads | 10-6-2-2 28-14  | i/t       |                                                     |
| 6 | Serie 2, forår pulje 287, 2013             | 1. plads | 10-10-0-0 57-6  | i/t       | oprykning efter kvalifikationssejr over Aarhus 1900 |
| 5 | Serie 1, efterår pulje 276, 2012           | 5. plads | 10-3-2-5 22-19  | i/t       | nedrykning                                          |
| 5 | Serie 1, forår pulje 275, 2012             | 2. plads | 10-5-3-2 30-18  | i/t       |                                                     |
| 5 | Serie 1, efterår pulje 275, 2011           | 2. plads | 10-7-1-2 36-24  | i/t       |                                                     |
| 5 | Serie 1, forår pulje 274, 2011             | 5. plads | 10-2-3-5 16-20  | i/t       |                                                     |
| 5 | Serie 1, efterår pulje 275, 2010           | 3. plads | 10-6-0-4 19-22  | i/t       |                                                     |
| 6 | Serie 2, forår pulje 283, 2010             | 1. plads | 10-9-1-0 51-5   | i/t       | oprykning                                           |
| 6 | Serie 2, efterår pulje 277, 2009           | 4. plads | 10-4-0-6 35-40  | i/t       |                                                     |
| 6 | Serie 2, forår pulje 217, 2009             | 2. plads | 10-7-1-2 49-21  | i/t       |                                                     |
| i/t: Ikke tilgængelig, N.: Rækkens niveau i den pågældende sæson, Nr.: Slutplacering, Bem.: Bemærkning(er) |                                            |          |                 |           |                                                     |

## Landspokal deltagelse (Herrer)
| Sæson   | Runde              | Modstander                           | Resultat  |
| ------- | ------------------ | ------------------------------------ | --------- |
| 2023-24 | Jysk kvalifikation | Højslev Station IF (S1)              | 0-6       |
| 2023-24 | Jysk kvalifikation | Kibæk IF (S3)                        | 2-0       |
| 2023-24 | Jysk kvalifikation | Borbjerg Skave Fodbold (S3)          | 2-1       |
| 2021-22 | Jysk kvalifikation | Klitmøller IF (S2)                   | Taberdømt |
| 2020-21 | Jysk kvalifikation | Skjern GF (S2)                       | Taberdømt |
| 2019-20 | Jysk kvalifikation | Holstebro Boldklub (DS)              | Taberdømt |
| 2019-20 | Jysk kvalifikation | Borbjerg GU (S2)                     | 2-1       |
| 2018-19 | 1. Runde           | IF Lyseng (DS)                       | 0-1       |
| 2018-19 | Jysk kvalifikation | Bjerringborg IF (S2)                 | 3-1       |
| 2018-19 | Jysk kvalifikation | Vinderup IK (S3)                     | 3-0       |
| 2016-17 | Jysk kvalifikation | Silkeborg KFUM (S1)                  | 1-5       |
| 2016-17 | Jysk kvalifikation | Tvis Fodbold (S5)                    | 3-1       |
| 2015-16 | 1. Runde           | Skive IK (1D)                        | 0-4       |
| 2015-16 | Jysk kvalifikation | Silkeborg KFUM (S1)                  | 2-1       |
| 2014-15 | Jysk kvalifikation | Kjellerup IF (DS)                    | 0-1       |
| 2014-15 | Jysk kvalifikation | Tim GIF (S3)                         | 1-0       |
| 2013-14 | 2. Runde           | Næsby BK (2D)                        | 0-7       |
| 2013-14 | 1. Runde           | Brabrand IF (2D)                     | 5-3       |
| 2013-14 | Jysk kvalifikation | Bording IF (S3)                      | 4-1       |
| 2012-13 | 1. Runde           | Viby IF (DS)                         | 0-4       |
| 2012-13 | Jysk kvalifikation | Grindsted GIF (S3)                   | 1-0       |
| 2011-12 | 2. Runde           | FC Hjørring (1D)                     | 0-3       |
| 2011-12 | 1. Runde           | Esbjerg IF 92 (JS)                   | 2-1       |
| 2010-11 | 1. Runde           | Ringkøbing IF (DS)                   | 1-2       |
| 2006-07 | Jysk kvalifikation | Bjerringbro IF (S2)                  | 3-5       |
| 2005-06 | 1. Runde           | Sædding-Guldager Idrætsforening (KV) | 2-5       |
| 2005-06 | Jysk kvalifikation | Ulbjerg IF (S3)                      | 3-2       |
| 2004-05 | 1. Runde           | Brabrand IF (2D)                     | 1-3       |
| 2004-05 | Jysk kvalifikation | Nykøbing Mors IF (S1)                | 3-2       |
| 2002-03 | 1. Runde           | Holstebro Boldklub (2D)              | 1-4       |
| 1999-00 | 1. Runde           | Aalborg Chang (2D)                   | 0-4       |

## Cheftrænere gennem tiden
| Start | Slut | Cheftræner                                        |
|       |      | Brian Stage Lyhne                                 |
|       |      | Casper Johnsen                                    |
| 2014  | 2016 | Bo Pedersen                                       |
| 2014  | 2014 | Lennart Spring, Casper Johnsen og Flemming Spring |
| 2012  | 2013 | Henning Thinggaard                                |
| 2011  | 2011 | Morten Hougaard og Hans Peter Riis (midlertidigt) |
| 2010  | 2011 | John Aas                                          |
| 2005  | 2010 | Flemming Spring                                   |

## Tøjsponsorer gennem tiden
| Start | Slut | Tøjsponsor |
| 2015  |      | Nike       |
| 2013  | 2015 | Mitre      |
| 2008  | 2013 | Hummel     |

## Betydende spillere gennem tiden
Alle med landskampe på U-landshold og/eller A-landshold
| ' | Danmark | Jesper Weinkouff |
| ' | Danmark | Allan Bak Jensen |

| ' | Danmark | Pione Sisto |

| ' | Ghana      | Kwadwo Poku      |
| ' | Indonesien | Reuben Silitonga |